# Infierno, canto quinto
El canto quinto del Infierno de Dante Alighieri se sitúa en el segundo círculo, donde son castigados los lujuriosos. Estamos en la noche entre el 8 de abril y el 9 de abril de 1300 (Sábado Santo), o según otros comentadores entre el 25 de marzo y el 26 de marzo de 1300.

## Incipit
Canto quinto, nel quale mostra del secondo cerchio de l'inferno, e tratta de la pena del vizio de la lussuria ne la persona di più famosi gentili uomini.

[Canto quinto, en el cual se muestra el segundo círculo del infierno, y se trata del vicio de la lujuria de entre la alcurnia.]

## Análisis del canto V

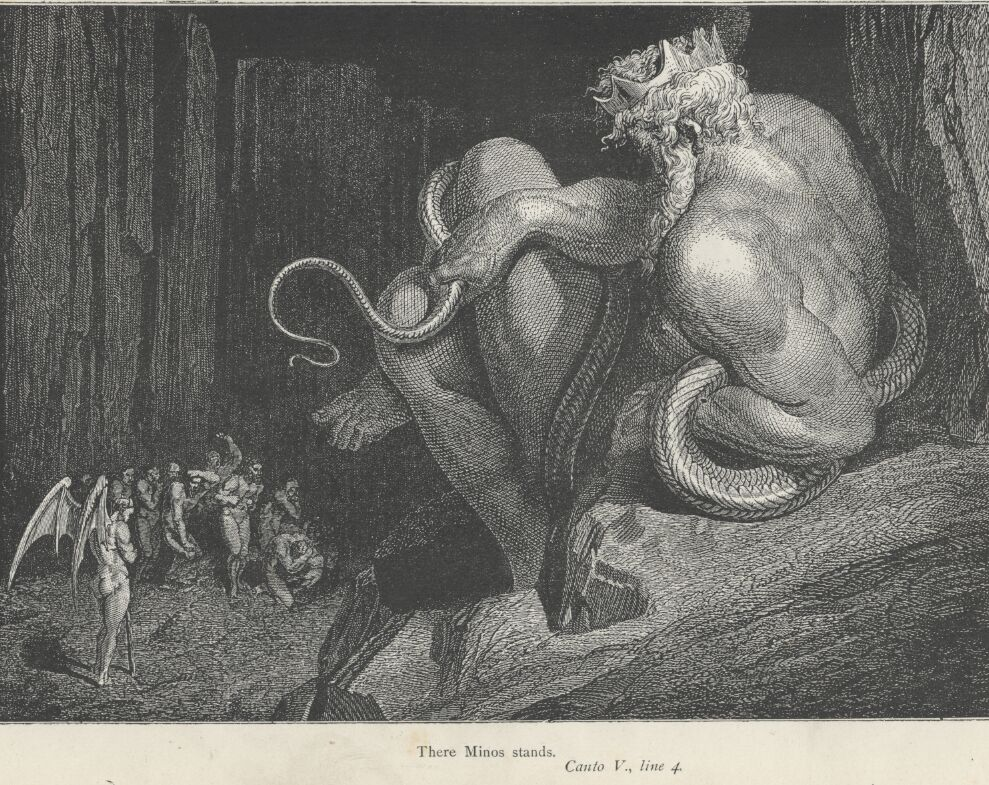
Minos según Gustave Doré

El canto se presenta unitario y compacto en el desarrollo del propio argumento: describe el segundo círculo infernal, el de los lujuriosos, desde el momento en que Dante y Virgilio bajan, a su despedida del mundo de las almas.

### El segundo círculo, Minos - versos 1-24

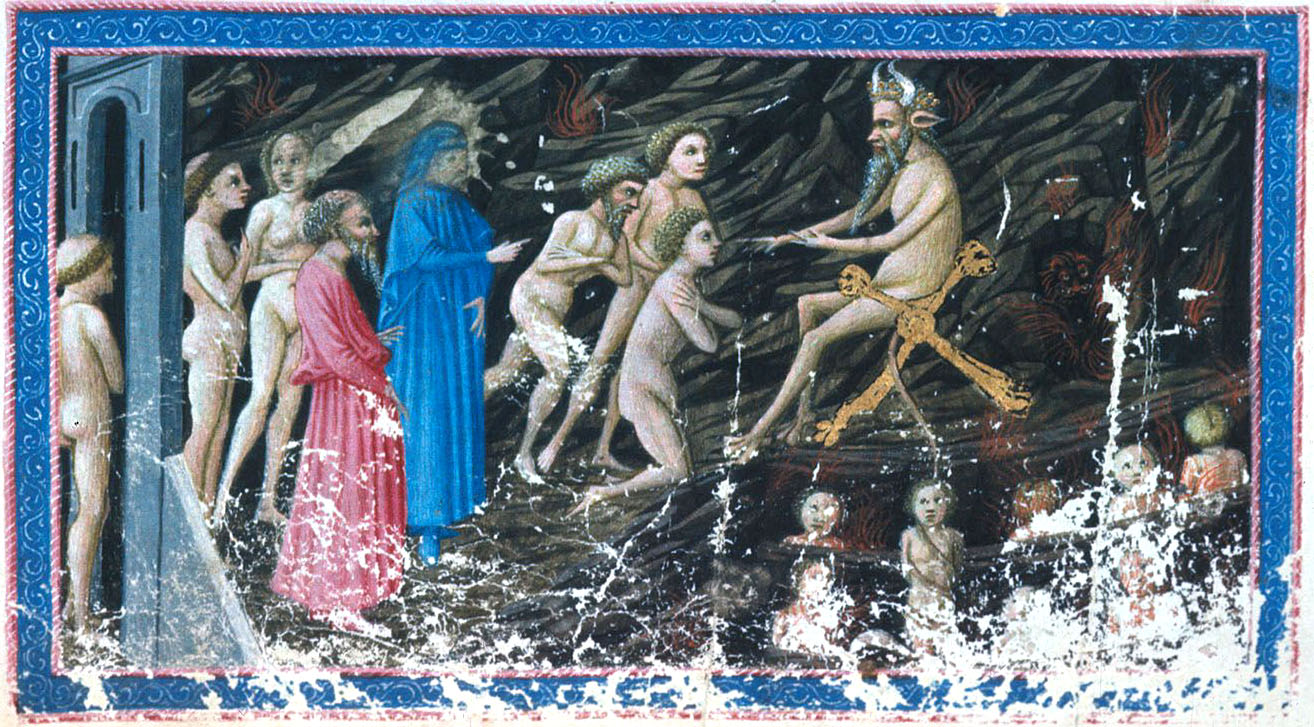
Ilustración de la prima parte del Canto V, Priamo della Quercia

Dante y Virgilio llegan al segundo círculo, más estrecho (después de todo, el Infierno es como un embudo con círculos concéntricos, pero mucho más doloroso, tanto que los condenados están empujados a lamentarse). Aquí está Minos gruñendo de rabia: él es el juez infernal (de Homero en adelante) que juzga a los condenados que se le paran delante, enroscándose a sí mismo la cola alrededor del cuerpo tantas veces sean los círculos que los condenados deberán bajar para recibir el castigo. Cuando los condenados se le paran delante confiesan todas sus penas y Minos decide, como gran conocedor de pecados.
Minos viendo a Dante interrumpe su trabajo y le advierte de ver como entra en el Infierno y quien lo guía, que no lo engañe la amplitud de la puerta infernal (queriendo decir que es fácil entrar pero no salir). Entonces Virgilio toma la palabra, como ya había hecho con Carón, y lo incita a que no obstaculice un viaje querido por el Cielo, usando las mismas idénticas palabras: Quiérese así allá donde se puede / lo que se quiere, y no más inquieras.
Minos, si bien tiene formas grotescas de un monstruo tiene en sus palabras una actitud noble, desaparece de la escena sin ninguna indicación del poeta. Minos está considerado un puro servidor de la voluntad divina.

### Los lujuriosos - vv. 25-72

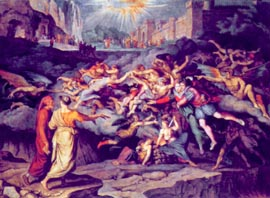
Joseph Anton Koch, El encuentro de Dante y Virgilio con las almas de Paolo y Francesca, 1823

Pasado Minos, Dante se encuentra por primera vez en contacto con verdaderos condenados castigados en sus círculos:

Ora comienza el doliente canto
a hacerse oído, ora llega
desde donde repercute el llanto.
vv. 25-27

En este oscuro lugar, donde abundan los llantos, se siente rugir el viento como cuando en el mar comienza una tormenta por fuerza de los vientos contrarios que chocan. Pero esta tempestad no se aplaca nunca y golpea a los espíritus con su violencia, en particular cuando ellos pasan delante a su propia ruina aumentan los gritos, el llanto y los lamentos y las blasfemias. Qué es esta ruina no está claro, si la grieta de la cual sale la tormenta o uno de esos corrimientos de tierra producidos por el terremoto después de la muerte de Cristo (cfr. Inf. XII, 32 y Inf. XXIII, 137), o quizás el lugar donde los condenados descienden por primera vez después de la condena de Minos.
Dante entiende de inmediato quienes son los condenados castigados:  los pecadores carnales / que la razón al deseo sometieron., es decir los lujuriosos que hicieron prevalecer el instinto sobre la razón.
Siguen dos similitudes ligadas al mundo de los pájaros: los espíritus (que son llevados por el viento de aquí, de allá, de abajo a arriba y ninguna esperanza los conforta) parecen una bandada desordenada pero compacta de pájaros cuando hace frío (durante la migración invernal); o como las grullas que vuelan en fila. Llama la atención a Dante un grupo de condenados de los cuales pide explicación a Virgilio.
Él lo acontenta e inicia a elencar las almas de aquellos que tienen la particularidad de haber muerto por amor:
1. Semíramis, que hizo una ley que permitía a todos la lascivia en su país para no ser reprobada por su conducta libertina; es también indicada como esposa y sucesora de Nino, que reinó en la tierra que hoy gobierna el Sultán, es decir Babilonia, aunque en los tiempos de Dante, el sultán reinaba sobre Babilonia de Egipto.
2. Dido, personaje virgiliano, que el maestro tiene la delicadeza de no citar por nombre pero que la indica como aquella que rompió el juramento sobre las cenizas de Siqueo y se mató por amor a Eneas.
3. Cleopatra lujuriosa.
4. Helena de Troya, por la cual nació tanto mal.
5. Aquiles, el gran Aquiles, que combatió por amor (en las redacciones medievales se narraba que se había enamorado locamente de Políxena, hija de Príamo, y por este amor fue llevado engañado y asesinado, ver también Las metamorfosis de Ovidio).
6. Paris
7. Tristán

Después de haber escuchado estas y a muchas otras almas antiguas de heroínas y caballeros Dante al oír nombres así famosos está al borde de la misericordia y casi desviene.

### Paolo y Francesca - vv 73-142

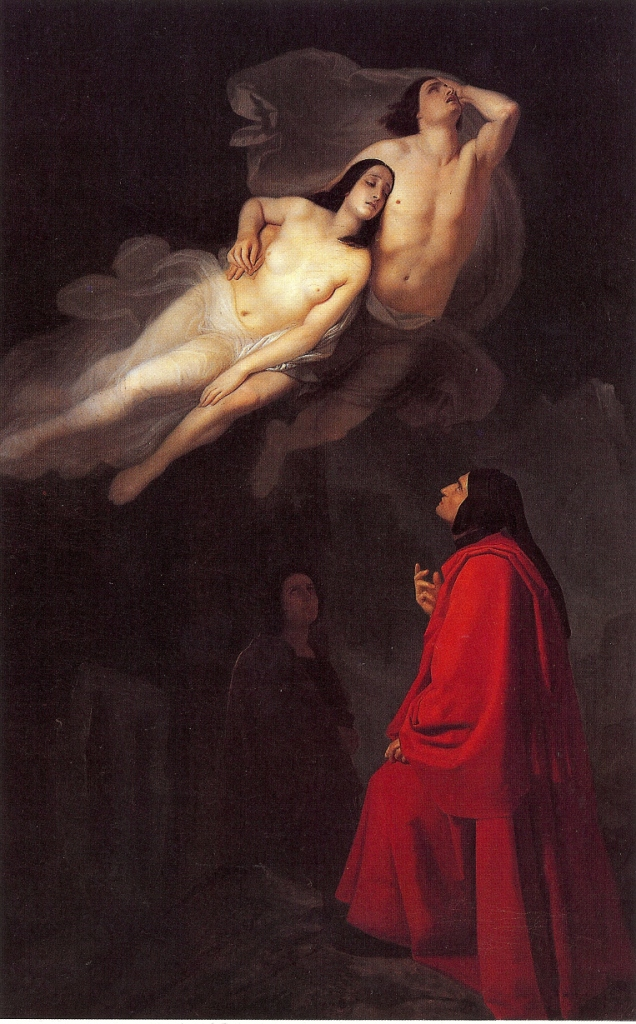
Giuseppe Frascheri, Dante e Virgilio incontrano Paolo e Francesca

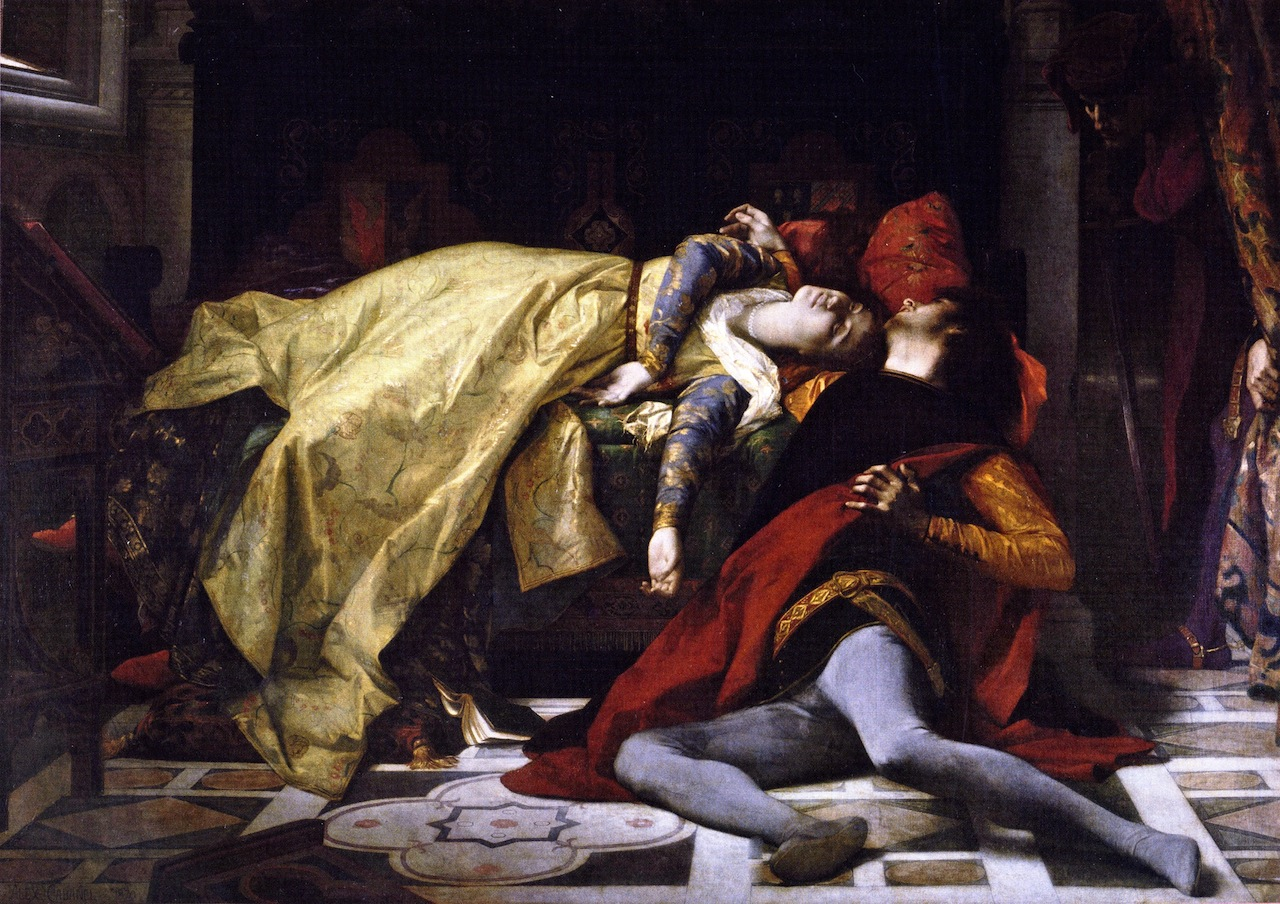
Alexandre Cabanel, Morte di Francesca da Rimini e di Paolo Malatesta, 1871

La atención de Dante se centra sobre dos almas que al contrario de las otras vuelan unidas una a la otra y parecen ligeras al viento. Dante pide a Virgilio hablar con ellas, que acepta pedirles que se detengan cuando el viento las acerque a ellos.
Dante entonces se dirige a ellas: "¡Oh dolorosas almas / venid a hablarnos, si no hay otro que lo impida!". Entonces las almas se separan del grupo de los muertos por amor como los pájaros que se levantan juntos para ir al nido.
Las almas entonces se alejan del cielo infernal gracias al pedido piadoso del Poeta. Habla la mujer: 

«¡Oh, visitante gracioso y benigno

que vas por el viento de los perdidos

que con sangre al mundo desteñimos,

si el Rey del Mundo fuese nuestro amigo, 

le pediríamos que te diese paz, 

pues de nuestro mal te has compadecido.

»De lo que os plazca oír y hablar,

oír y hablar con vosotros nos place,

y el viento, como hace, callará.

»La tierra de donde yo nací yace

en la marina donde el Po desciende

para hallar paz unido a sus secuaces.

»Amor, que en el pecho pronto se prende,

aprehendió de mí la bella persona

que quitáronme y aún me ofende.
vv. 88-120 

Y sigue:

»Amor, que si es amado, enamora,

me obligó a amarlo de forma tan fuerte,

que como ves, aún no me abandona.
vv. 103-105

Es decir, el amor no exonera ninguna persona amada de, a su vez, amar. Dante evoca explícitamente la teología cristiana según la cual todo el amor que uno dona a los demás retorna a uno, si bien no de la misma forma y en el mismo momento. En fin, Francesca representa a una heroína romántica, pues en ella tenemos la contradicción entre idealidad y realidad: ella realiza su sueño, pero recibe el máximo castigo.
Estas son las palabras que ellos dijeron (si bien solo habla Francesca). Dante inclina la cabeza pensando, hasta que Virgilio le pregunta en qué está pensando.
Dante no da una respuesta completa sino que parece decir en voz alta lo que piensa: 

Cuando respondí, comencé: «¡Oh, cuánto

dulce pensar, cuánto deseo lleva

a que den ese doloroso paso!».

Y entonces yo me giré hacia ella

y comencé: «Francesca, tu martirio

me apiada al llanto y a la tristeza.

Dime: En tiempos del dulce suspiro,

¿de qué modo permitió el amor

que conozcan el deseo prohibido?».
vv. 112-120

Y ella responde:

Y ella a mí: «No hay más gran dolor

que acordarse de los tiempos felices

en la miseria, lo sabe tu doctor.

Mas si en conocer la raíz insistes

de un amor que tanto se desea,

diré como el que llora y dice:

Un día estando en la lectura amena

de cómo a Lanzarote el amor ciñó;

estábamos solos y sin sospechas.

Muchas veces nuestro mirar se cruzó

en la lectura, el color quitándole;

pero fue un punto el que nos venció.

Leímos que la risa anhelante

fue besada por tal grato amor,

y este, de quien no he de separarme,

todo temblante, la boca me besó, 

Galeotto el libro fue, y quien lo hiciera,

desde ese día, ya nunca se leyó». 

vv. 121-138

Mientras un espíritu decía esto, el otro lloraba, Dante sintió que moría y cayó a tierra.

Mientras un espíritu esto confiesa,

el otro llora, que yo, apiadándome

me vine a menos, como si muriera,

y caí como cuerpo muerto cae.
vv. 139-142

Estas dos son las almas de Paolo Malatesta y de Francesca de Polenta que fueron atrapados por la pasión y fueron sorprendidos y asesinados por Gianciotto Malatesta, hermano y marido respectivamente. Es por ello que Francesca es consciente de que a su marido Gianciotto le espera un lugar aún peor en el Infierno: la Caína, lugar de los parricidas (v. 107).
Francesca, conmovida por la piedad mostrada de Dante le cuenta de aquella pasión tan fuerte que los unió tanto en la vida como en la muerte y del momento en que los dos se dieron cuenta del recíproco amor, mientras Paolo solloza. Dante, vencido por la emoción, pierde los sentidos y cae a tierra.
Los versos 100-105 ("Amor, que de un corazón gentil presto se adueña [...] Amor, que no perdona amar ha amado alguno") son una referencia evidente a los principios del amor cortés que Dante condena en la base a la moral cristiana. El crítico Umberto Bosco escribe: "Ya los primeros lectores notaron en el episodio una condena a las lecturas de las novelas corteses; pero ellos se basaban sobre el hecho específico que, según la narración de Dante, los dos cuñados fueron inducidos al pecado por la lectura de uno de ellos. En verdad la condena de Dante va más allá: implica la reflexión de aquella idealización y justificación del amor que era propia de toda la tradición literaria anterior a él, desde las novelas corteses pasando por la literatura trovadora hasta la stilnovistica, a la cual Dante pertenecía".

## Puntos notables

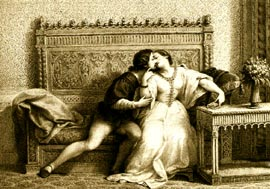
Francesco Scaramuzza, ...Temblando entero me besó en la boca, 1859.

El encuentro con Paolo y Francesca es el primero de todo el poema en el cual Dante habla con un condenado verdadero (excluyendo los poetas del Limbo). Además por primera vez viene recordado un personaje contemporáneo, conforme al principio que Dante mismo recordará en el canto XXVII del Paraíso de acordarse particularmente de las almas famosas porque son más persuasivas para el lector de la época (hecho sin precedentes en la poesía y por mucho tiempo sin ser seguido, como hizo notar Ugo Foscolo).
Paolo y Francesca se encuentran en el grupo de los "muertos por amor", y su acercamiento está descrito con tres similitudes relacionadas con el vuelo de los pájaros, retomadas de la Eneida. 
Todo el episodio tiene como hilo conductor la piedad: la piedad afectuosa percebida por los dos condenados cuando son llamados (tanto que le hace decir a Francesca un deseo paradójico de rezar por él, dicho por un alma del Infierno), o también la piedad que aparece en la meditación que hace Dante después de la primera confesión de Francesca, cuando queda en silencio. Y finalmente la cumbre cuando el poeta cae desmayado.
Por eso Dante es muy indulgente en la representación de los dos amantes: no vienen descritos con severidad (a diferencia de Semíramis unos versos antes) sino que el poeta puede perdonarlos por lo menos en la parte humana (no mete en duda la gravedad del pecado porque sus convicciones religiosas son firmes). Francesca aparece así como una criatura gentil y noble.

## Otras imágenes

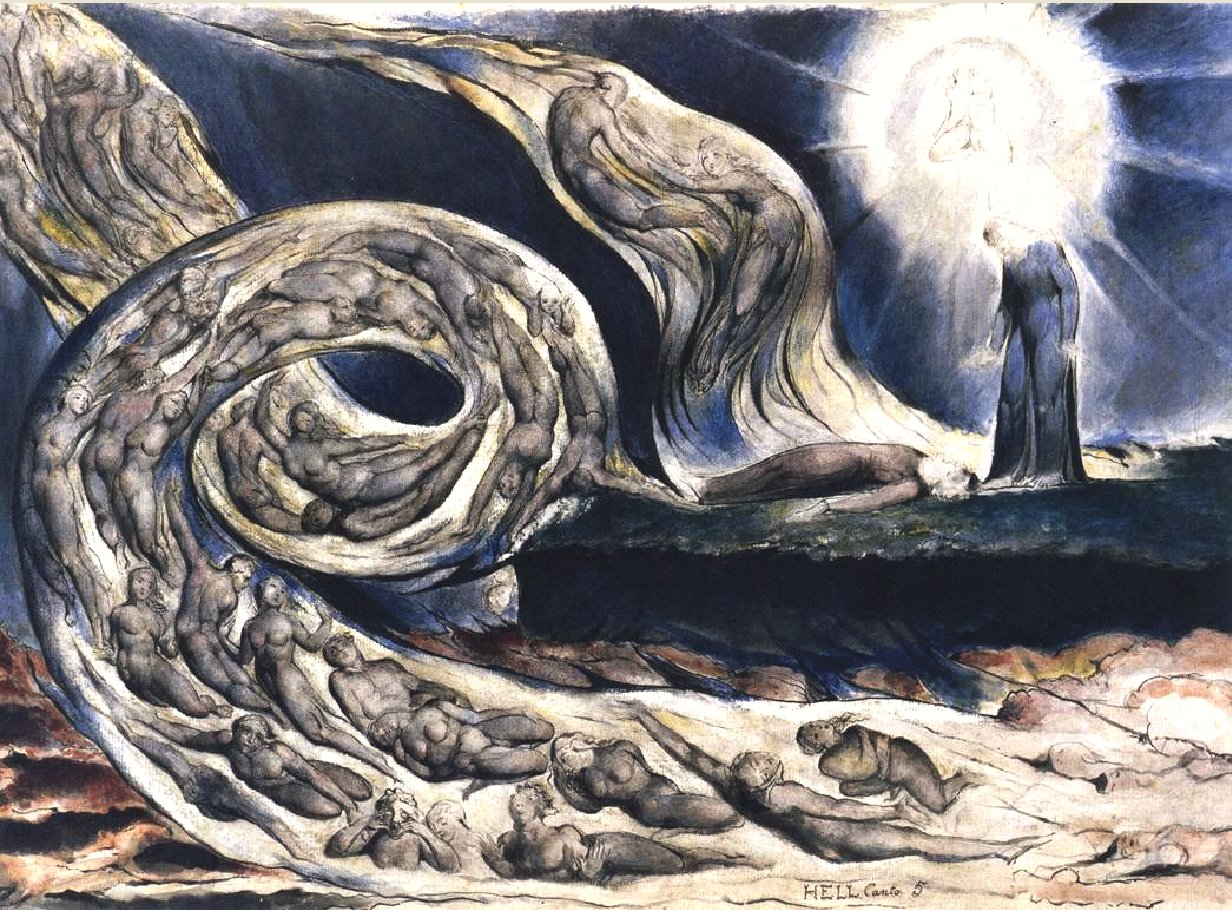
Los lujuriosos, imaginados por William Blake
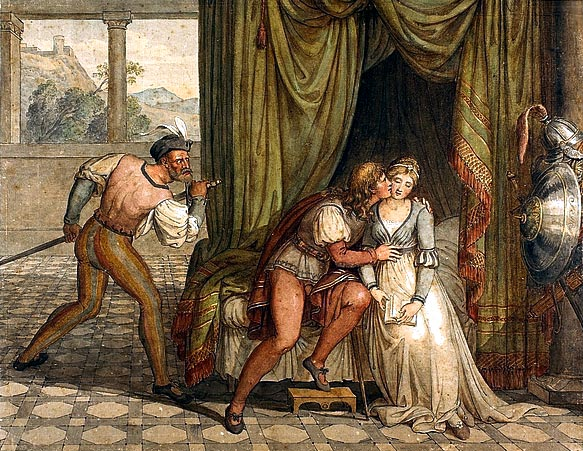
Joseph Anton Koch, Paolo y Francesca sorprendidos por Gianciotto, 1805-10
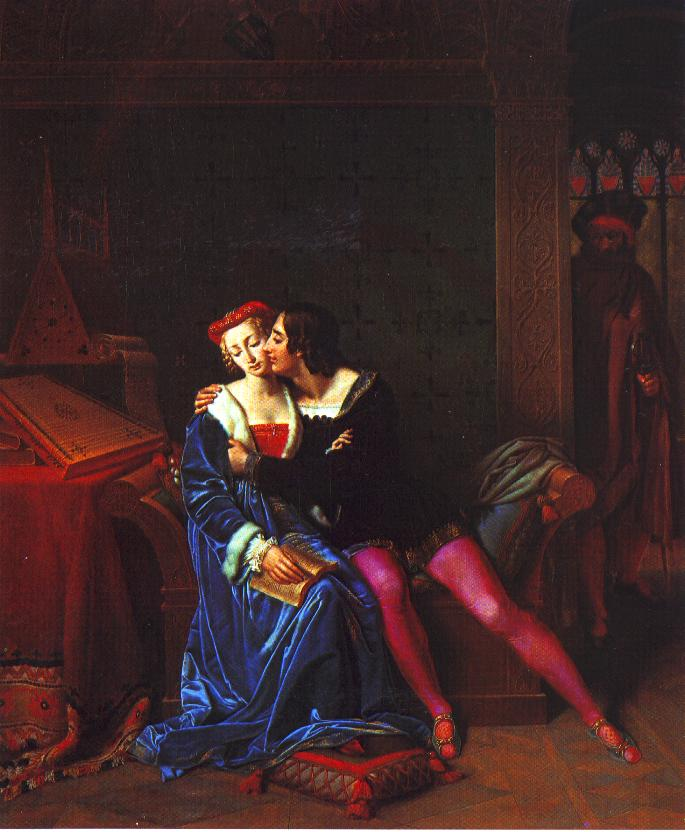
Marie-Philippe Coupin de La Coupierie, Los amores funestos de Francesca da Rimini, cerca 1812
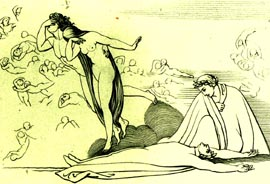
John Flaxman, E caddi come corpo morto cade (Paolo y Francesca), 1802
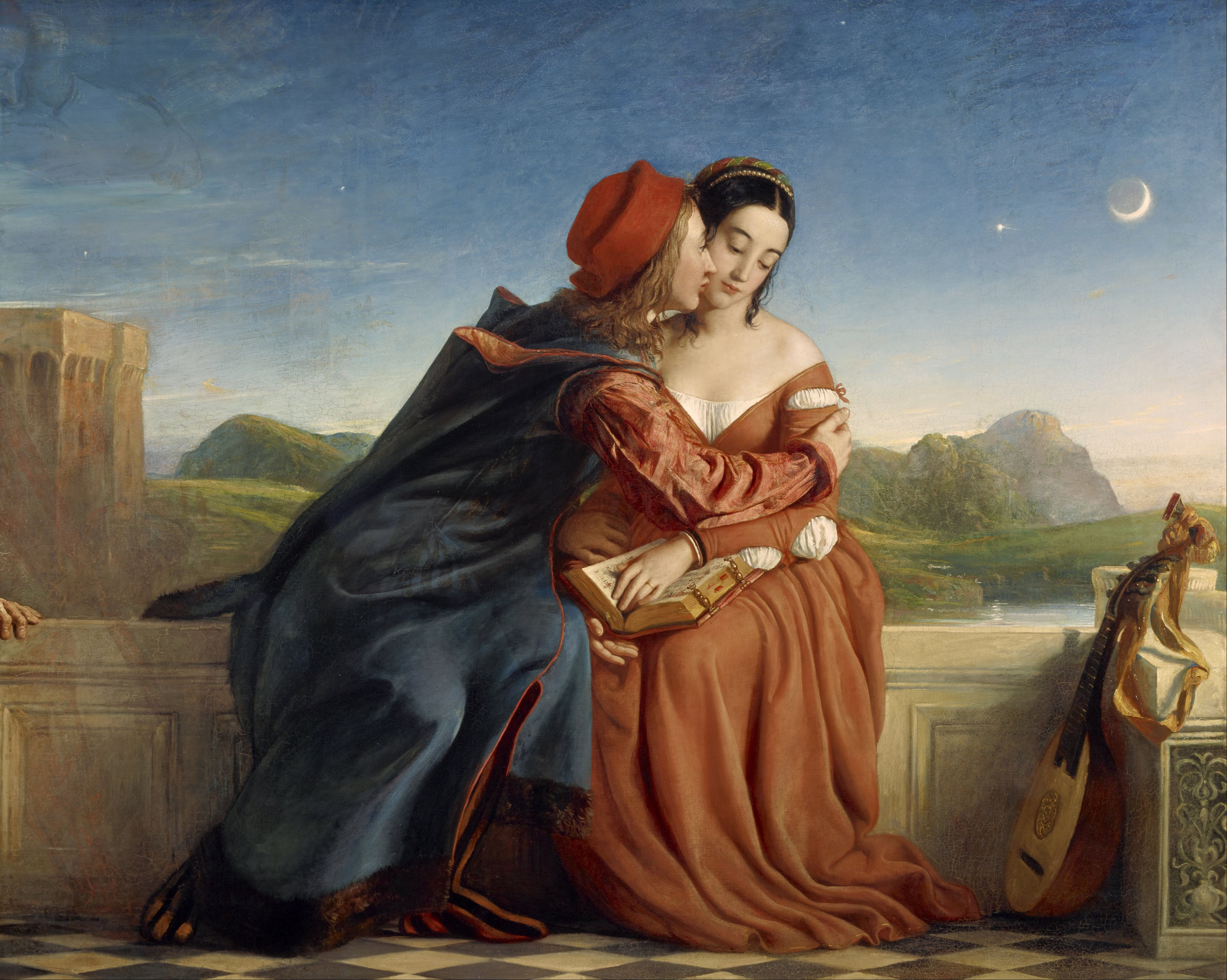
William Dyce, Francesca da Rimini, 1837
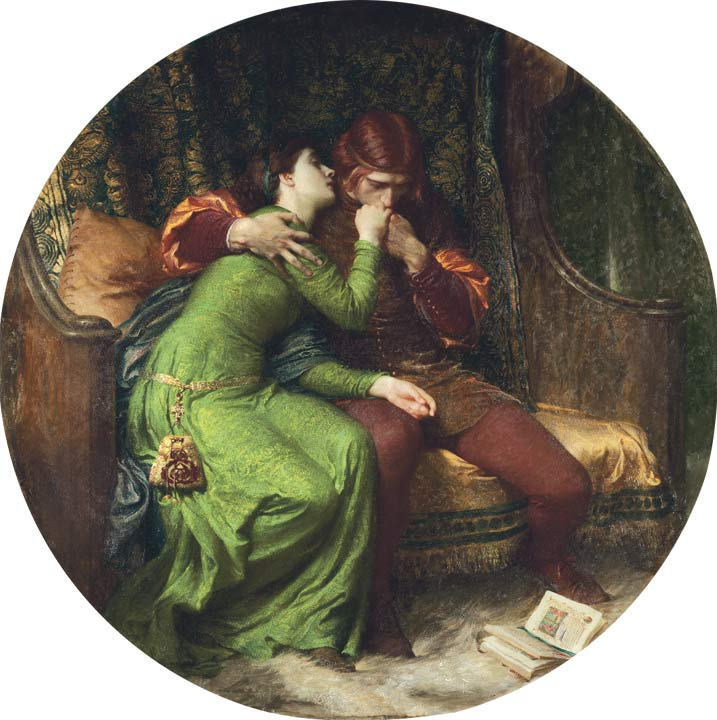
Frank Dicksee, Paolo and Francesca, 1894
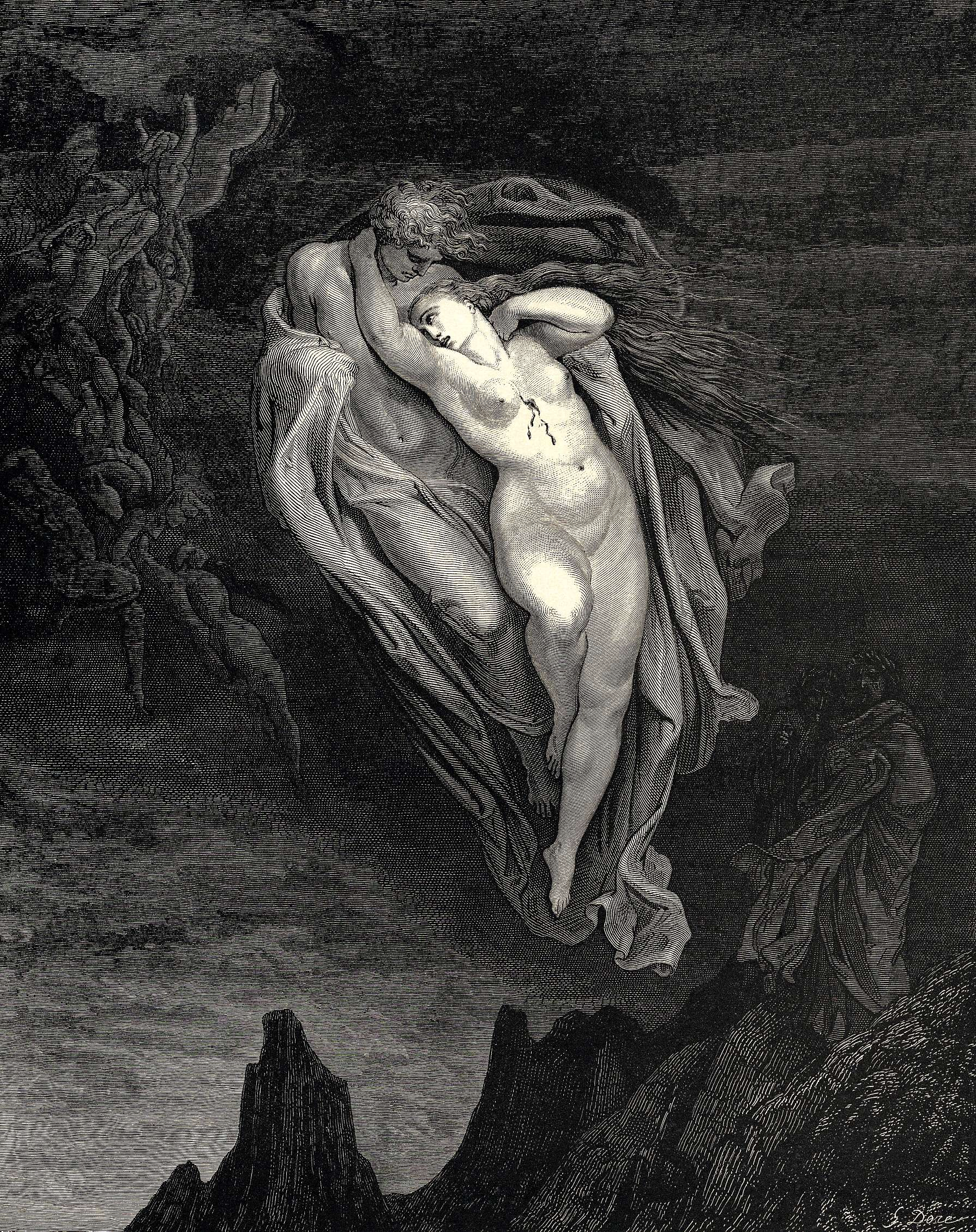
Gustave Doré, Paolo y Francesca
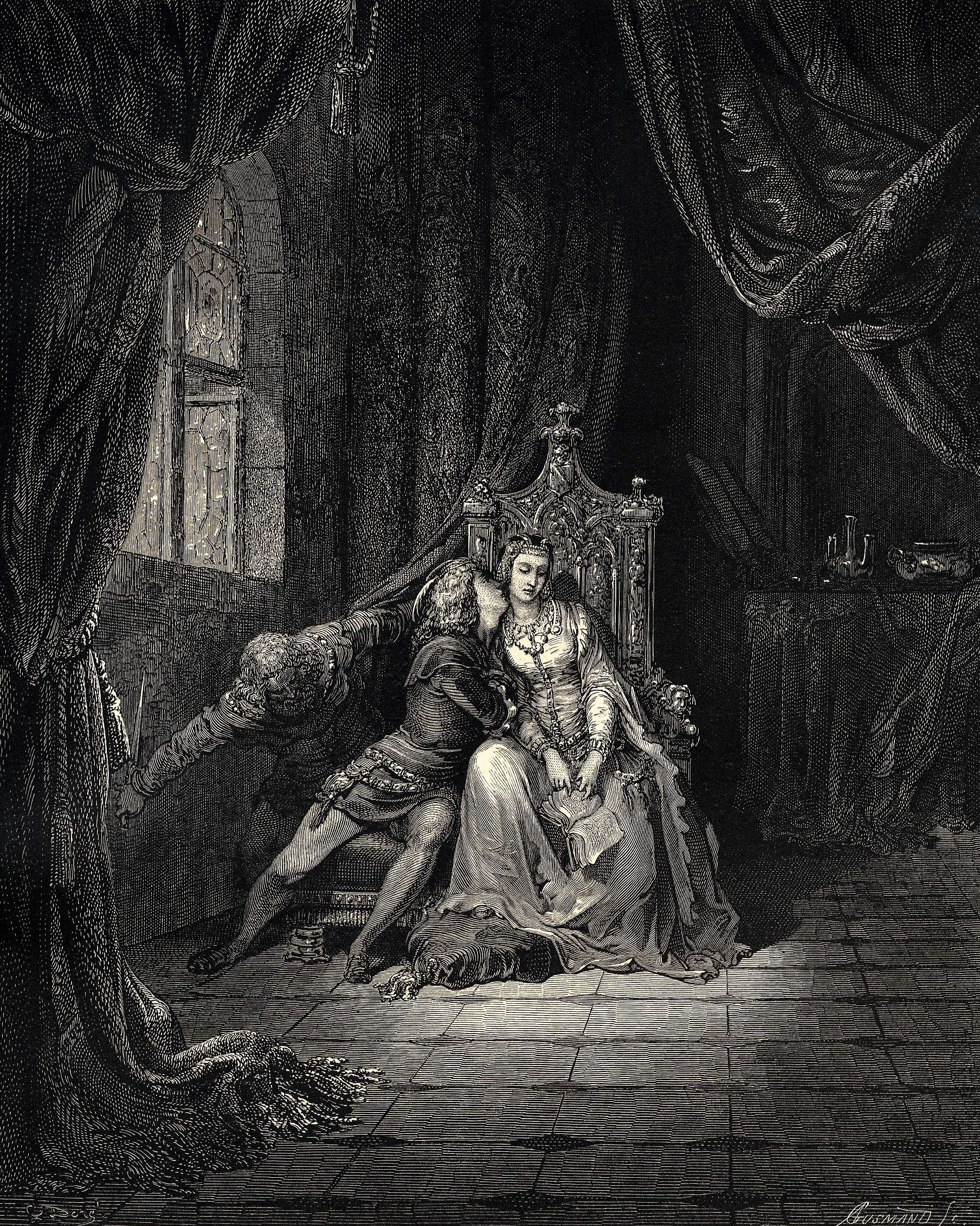
Gustave Doré, El cuento de Francesca
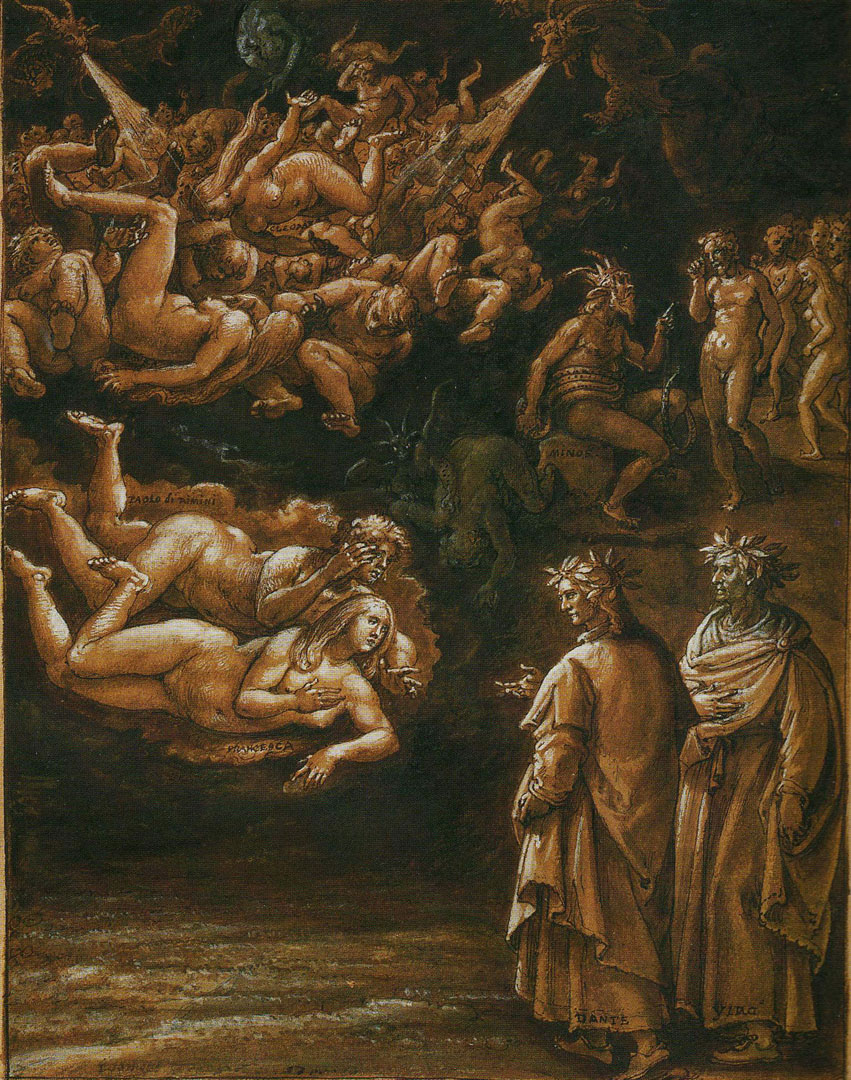
Giovanni Stradano, Canto V, 1587
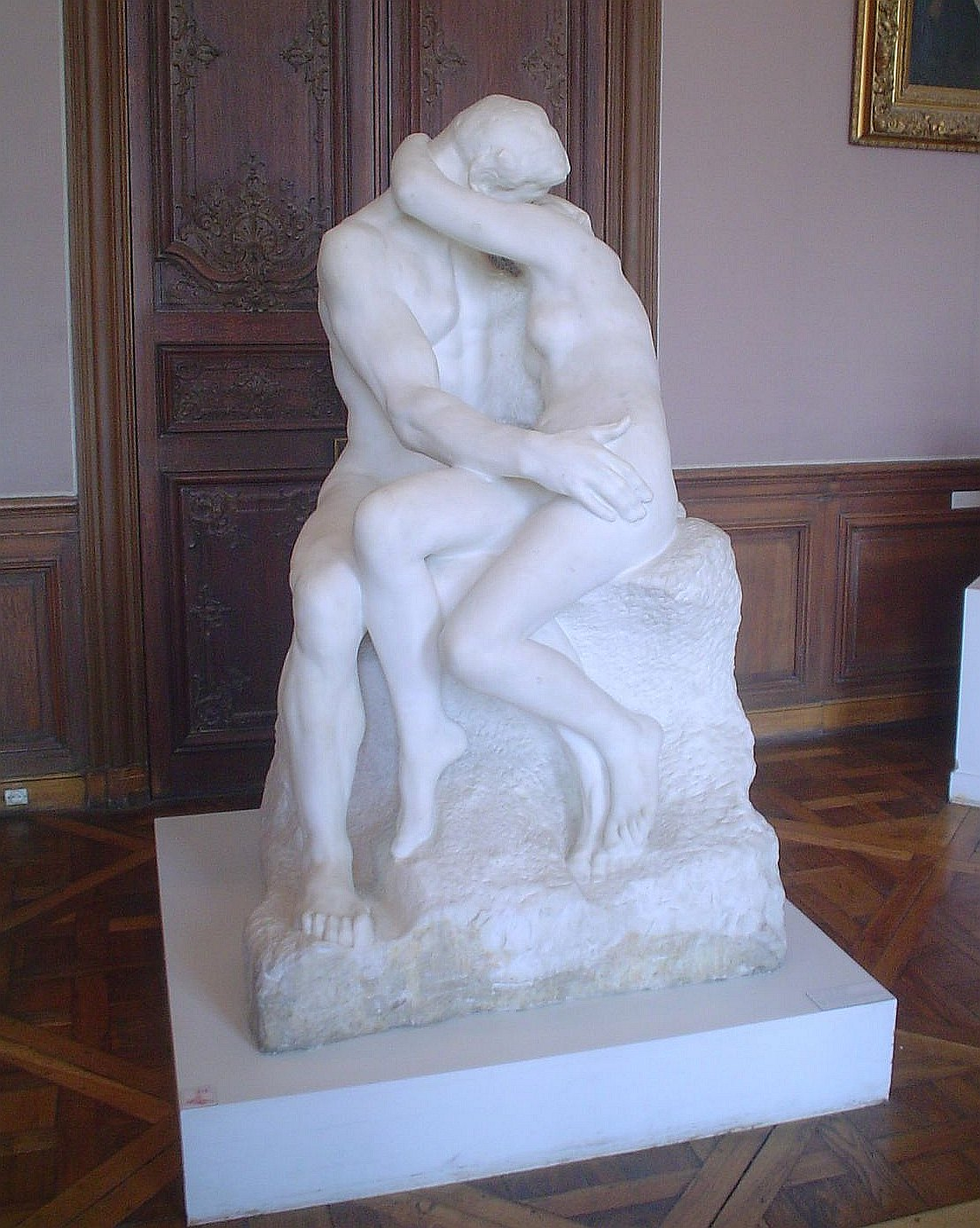
El beso de Rodin, inicialmente titulado Francesca da Rimini
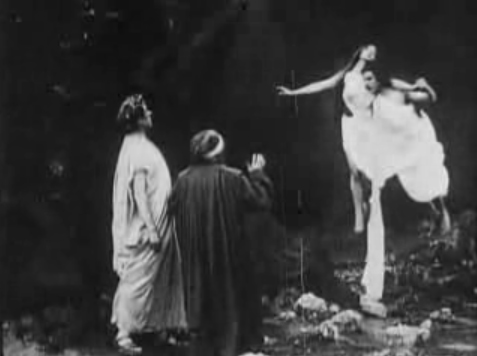
Paolo e Francesca, versione cinematografica de L'Inferno del 1911